# پچلینو
پچلینو (به بلغاری: Pchelino) یک منطقهٔ مسکونی در بلغارستان است که در شهرستان دوبریچکا واقع شده‌است.